# Rogozina (przystanek kolejowy)
Rogozina – nieczynny przystanek gryfickiej kolei wąskotorowej w Rogozinie, w województwie zachodniopomorskim, w Polsce. Przystanek został zamknięty w 1999 roku.